# Smolyan (oblast)
Pour la ville, voir Smolyan.
L'oblast de Smolyan est l'un des 28 oblasti (« province », « région », « district ») de Bulgarie. Son chef-lieu est la ville de Smolyan.

## Géographie

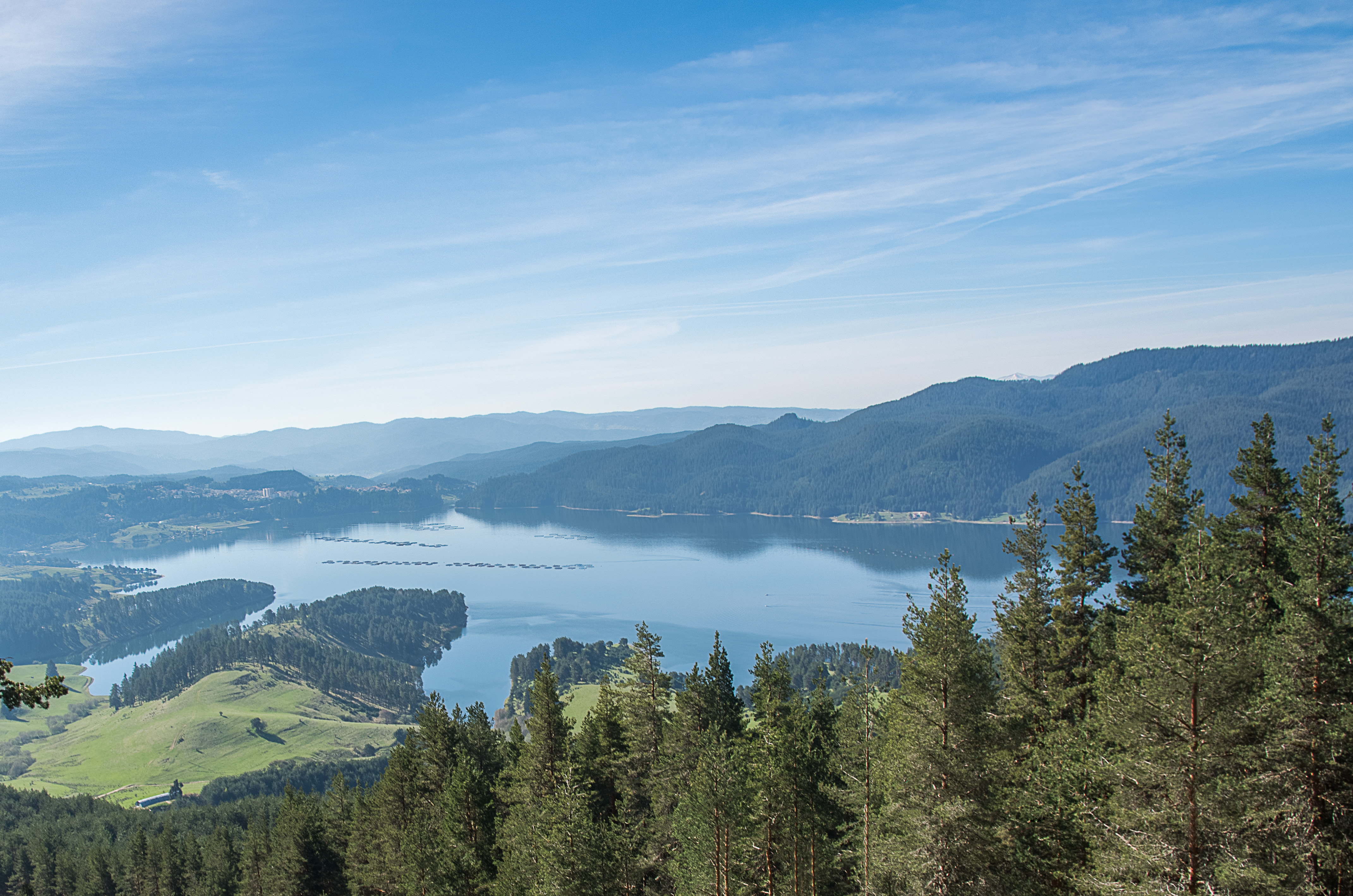
Réservoir Dospat

La superficie de l'oblast est de 3 193 km2.

## Démographie
La population de la région de Smolyan est de 120567 hab., soit une densité de population de 37,8 hab./km2.

## Administration
L'oblast est administré par un "gouverneur régional" (en bulgare Областен управител) ·dont le rôle est plus ou moins comparable à celui d'un préfet de département en France. Le gouverneur actuel (juin 2011) est Stéfan Nikolov Staïkov.

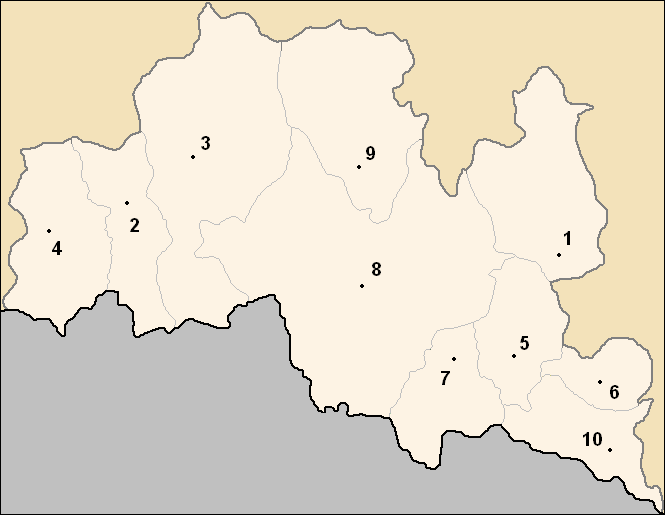
Carte des obchtini de l'oblast de Smolyan

## Subdivisions
L'oblast regroupe 10 municipalités (en bulgare, община – obchtina – au singulier, Общини – obchtini – au pluriel), au sein desquelles chaque ville et village conserve une personnalité propre, même si une intercommunalité semble avoir existé dès le milieu du XIXe siècle :
1. Banite ; 2 Borino ; 3 Devin ;
 4 Dospat ; 5 Madan ; 6 Nédélino ;
 7 Roudozem ; 8 Smolyan ; 9 Tchepelare ; 10 Zlatograd.

## Liste détaillée des localités
Les noms de localités en caractères gras ont le statut de ville ; les autres localités ont le statut de village. Les noms de localités s'efforcent de suivre, dans la translittération en alphabet latin, la typographie utilisée par la nomenclature bulgare en alphabet cyrillique, notamment en ce qui concerne l'emploi des majuscules (certains noms de localités, visiblement formés à partir d'adjectifs et/ou de noms communs, ne prennent qu'une majuscule) ou encore les espaces et traits d'union (ces derniers étant rares sans être inusités). Chaque nom translittéré est suivi, entre parenthèses, du nom bulgare original en alphabet cyrillique.

### Banité (obchtina)
L'obchtina de Banite groupe 20 villages :
Banité (Баните) ·
Bosilkovo (Босилково) ·
Davidkovo (Давидково) ·
Debelyanovo (Дебеляново) ·
Dryanka (Дрянка) ·
Dve topoli (Две тополи) ·
Galabovo (Гълъбово) ·
Glogino (Глогино) ·
Krastatitsa (Кръстатица) ·
Malka Arda (Малка Арда) ·
Malko Krouchevo (Малко Крушево) ·
Oryakhovets (Оряховец) ·
Planinsko (Планинско) ·
Riben dol (Рибен дол) ·
Slivka (Сливка) ·
Starnitsa (Стърница) ·
Travé (Траве) ·
Valtchan dol (Вълчан дол) ·
Vichnevo (Вишнево) ·
Zagrajden (Загражден)

### Borino (obchtina)
L'obchtina de Borino groupe 5 villages :
Borino (Борино) ·
Bouïnovo (Буйново) ·
Kojari (Кожари) ·
Tchala (Чала) ·
Yagodina (Ягодина)

### Devin (obchtina)
L'obchtina de Devin groupe une ville, Devin, et 15 villages :
Beden (Беден) ·
Breze (Брезе) ·
Devin (Девин) ·
Grokhotno (Грохотно) ·
Gyovren (Гьоврен) ·
Jrebevo (Жребево) ·
Kesten (Кестен) ·
Lyaskovo (Лясково) ·
Mikhalkovo (Михалково) ·
Osikovo (Осиково) ·
Seltcha (Селча) ·
Stomanevo (Стоманево) ·
Tchouroukovo (Чуруково) ·
Techel (Тешел) ·
Trigrad (Триград) ·
Vodni pad (Водни пад)

### Dospat (obchtina)
L'obchtina de Dospat groupe une ville, Dospat, et 7 villages :
Baroutin (Барутин) ·
Brachten (Бръщен) ·
Dospat (Доспат) ·
Kasak (Късак) ·
Lyubtcha (Любча) ·
Tchavdar (Чавдар) ·
Tsrantcha (Црънча) ·
Zmeitsa (Змеица)

### Madan (obchtina)
L'obchtina de Madan groupe une ville, Madan, et 43 villages :
Arpadjik (Арпаджик) ·
Borika (Борика) ·
Borinovo (Бориново) ·
Borovina (Боровина) ·
Boukova polyana (Букова поляна) ·
Boukovo (Буково) ·
Charenska (Шаренска) ·
Diralo (Дирало) ·
Dolié (Долие) ·
Gabrina (Габрина) ·
Galichté (Галище) ·
Kasapsko (Касапско) ·
Koriité (Кориите) ·
Koupen (Купен) ·
Kraïna (Крайна) ·
Krouchev dol (Крушев дол) ·
Lechtak (Лещак) ·
Leska (Леска) ·
Livadé (Ливаде) ·
Lovtsi (Ловци) ·
Madan (Мадан) ·
Maglichta (Мъглища) ·
Mile (Madan) (Миле) ·
Mitovska (Митовска) ·
Ourouchovtsi (Уручовци) ·
Petchinska (Печинска) ·
Petrov dol (Петров дол) ·
Planintsi (Планинци) ·
Ravnichta (Равнища) ·
Ravnil (Равнил) ·
Ravno nivichté (Равно нивище) ·
Roustan (Рустан) ·
Srednogortsi (Средногорци) ·
Staïtchin dol (Стайчин дол) ·
Stoudena (Студена) ·
Tankoto (Тънкото) ·
Tchourka (Чурка) ·
Tsirka (Цирка) ·
Varba (Върба) ·
Varbina (Върбина) ·
Vargov dol (Въргов дол) ·
Vekhtino (Вехтино) ·
Visokité (Високите) ·
Vranintsi (Вранинци)

### Nedelino (obchtina)
L'obchtina de Nedelino groupe une ville, Nedelino, et 15 villages :
Bourevo (Бурево) ·
Dimanovo (Диманово) ·
Dounya (Дуня) ·
Elenka (Еленка) ·
Garnati (Гърнати) ·
Izgrev (Изгрев) ·
Kotchani (Кочани) ·
Koundevo (Кундево) ·
Kozarka (Козарка) ·
Kraïna (Крайна) ·
Nedelino (Неделино) ·
Ogradna (Оградна) ·
Sredets (Средец) ·
Tanka bara (Тънка бара) ·
Varli dol (Върли дол) ·
Varlino (Върлино)

### Roudozem (obchtina)
L'obchtina de Roudozem groupe une ville, Roudozem, et 22 villages :
Bartchevo (Бърчево) ·
Boevo (Боево) ·
Borié (Борие) ·
Breza (Бреза) ·
Byala reka (Бяла река) ·
Dabova (Дъбова) ·
Dobreva Tcherecha (Добрева череша) ·
Elkhovets (Елховец) ·
Gramadé (Грамаде) ·
Ivanovo (Иваново) ·
Kokortsi (Кокорци) ·
Koritata (Коритата) ·
Motchouré (Мочуре) ·
Ogled (Оглед) ·
Plovdivtsi (Пловдивци) ·
Polyana (Поляна) ·
Ravninata (Равнината) ·
Ribnitsa (Рибница) ·
Roudozem (Рудозем) ·
Sopotot (Сопотот) ·
Tchepintsi (Чепинци) ·
Vitina (Витина) ·
Voïkova laka (Войкова лъка)

### Smolyan (obchtina)
L'obchtina de Smolyan groupe une ville, Smolyan, et 86 villages :
Aligovska (Алиговска) ·
Arda (Арда) ·
Bablon (Баблон) ·
Belev dol (Белев дол) ·
Bilyanska (Билянска) ·
Borikovo (Бориково) ·
Bostina (Бостина) ·
Boukata (Буката) ·
Boukatsité (Букаците) ·
Chiroka laka (Широка лъка) ·
Dimovo (Димово) ·
Dounevo (Дунево) ·
Elenska (Еленска) ·
Elyovo (Ельово) ·
Fatovo (Фатово) ·
Gabritsa (Габрица) ·
Gela (Гела) ·
Gorna Arda (Горна Арда) ·
Gorovo (Горово) ·
Goudevitsa (Гудевица) ·
Gozdevitsa (Гоздевица) ·
Grachtitsa (Гращица) ·
Gradat (Градът) ·
Isyovtsi (Исьовци) ·
Katranitsa (Катраница) ·
Khasovitsa (Хасовица) ·
Kiselitchevo (Киселичево) ·
Kochnitsa (Кошница) ·
Kokorkovo (Кокорково) ·
Koukouvitsa (Кукувица) ·
Koutela (Кутела) ·
Kremené (Кремене) ·
Laka (Лъка) ·
Levotchevo (Левочево) ·
Lipets (Липец) ·
Lyaska (Ляска) ·
Lyulka (Люлка) ·
Magardjitsa (Магарджица) ·
Milkovo (Милково) ·
Mogilitsa (Могилица) ·
Momtchilovtsi (Момчиловци) ·
Motchouré (Мочуре) ·
Mougla (Мугла) ·
Nadartsi (Надарци) ·
Orechitsa (Орешица) ·
Ostri pazlak (Остри пазлак) ·
Oukhlovitsa (Ухловица) ·
Pechtera (Пещера) ·
Petkovo (Петково) ·
Pisanitsa (Писаница) ·
Podvis (Подвис) ·
Polkovnik Serafimovo (Полковник Серафимово) ·
Poprelka (Попрелка) ·
Potoka (Потока) ·
Reka (Река) ·
Retchani (Речани) ·
Rovina (Ровина) ·
Sarnino (Сърнино) ·
Selichte (Селище) ·
Sivino (Сивино) ·
Slaveïno (Славейно) ·
Slivovo, Smilyan (Смилян) ·
Smolyan (Смолян) ·
Sokolovtsi (Соколовци) ·
Solichta (Солища) ·
Sredok (Средок) ·
Stikal (Стикъл) ·
Stoïkité (Стойките) ·
Straja (Стража) ·
Taran (Търън) ·
Tchamla (Чамла) ·
Tchepleten (Чеплетен) ·
Tchéréchkité (Черешките) ·
Tcherechovo (Черешово) ·
Tcherechovska reka (Черешовска река) ·
Tchokmanovo (Чокманово) ·
Tchoutchour (Чучур) ·
Tikalé (Тикале) ·
Touryan (Турян) ·
Trebichté (Требище) ·
Valtchan (Вълчан) ·
Varbovo (Върбово) ·
Vievo (Виево) ·
Vlakhovo (Влахово) ·
Vodata (Водата) ·
Zaévité (Заевите) ·
Zmievo (Змиево)

### Tchepelare (obchtina)
L'obchtina de Tchepelare groupe une ville, Tchepelare, et 12 villages :
Bogoutevo (Богутево) ·
Dryanovets (Дряновец) ·
Khvoïna (Хвойна) ·
Lilekovo (Лилеково) ·
Malevo (Малево) ·
Orekhovo (Орехово) ·
Ostritsa (Острица) ·
Pavelsko (Павелско) ·
Progled (Проглед) ·
Stoudenets (Студенец) ·
Tchepelare (Чепеларе) ·
Zabardo (Забърдо) ·
Zornitsa (Зорница)

### Zlatograd (obchtina)
L'obchtina de Zlatograd groupe une ville, Zlatograd, et 10 villages :
Alamovtsi (Аламовци) ·
Dolen (Долен) ·
Erma reka (Ерма река) ·
Fabrika (Фабрика) ·
Kouchla (Кушла) ·
Marzyan (Мързян) ·
Presoka (Пресока) ·
Startsevo (Старцево) ·
Strachimir (Страшимир) ·
Tsatsarovtsi (Цацаровци) ·
Zlatograd (Златоград)